# Roger Reynolds
Roger Lee Reynolds (ur. 18 lipca 1934 w Detroit) – amerykański kompozytor.

## Życiorys
W latach 1952–1961 studiował na University of Michigan w Ann Arbor, początkowo inżynierię i fizykę, a od 1957 roku muzykę u Rossa Lee Finneya i Roberto Gerharda. W 1961 roku odbył letni kurs w Berkshire Music Center w Tanglewood i otrzymał nagrodę im. Siergieja Kusewickiego. Współzałożyciel działającej w Ann Arbor awangardowej ONCE Group. Jako stypendysta Fulbrighta (1962–1963) i Guggenheima (1963–1964) przebywał w studio elektronicznym Westdeutscher Rundfunk w Kolonii, a także we Francji i Włoszech. Od 1966 do 1968 roku przebywał w Institute of Current World Affairs w Tokio, gdzie organizował koncerty muzyki współczesnej. Po powrocie do USA w 1969 roku został wykładowcą Uniwersytetu Kalifornijskiego w San Diego. W 1972 roku założył tam Center for Music Experiment, którym kierował do 1977 roku. Gościnnie wykładał na Uniwersytecie Illinois w Chicago i Yale University. Do jego uczniów należeli Wendy Mae Chambers i Bun-Ching Lam.
Opublikował prace Mind Models: New Forms of Musical Experience (1975, wyd. zrewid. 2005), A Searcher’s Path: A Composer’s Ways (1987), Form and Method: Composing Music (2002) i A Jostled Silence: Contemporary Japanese Musical Thought („Perspectives of New Music”, XXX, 1–2, 1992 i XXXI, 2, 1993). Laureat nagrody National Institute of Arts and Letters (1971). W 1989 roku otrzymał Nagrodę Pulitzera za utwór Whispers Out of Time.

## Twórczość
W swojej twórczości poszukiwał nowych środków wyrazu. Posługiwał się zarówno tradycyjnym instrumentarium, jak też środkami elektroakustycznymi i dźwiękami generowanymi komputerowo. Wiele utworów Reynoldsa posiada odniesienia literackie, np. nagrodzony Nagrodą Pulitzera Whispers Out of Time, inspirowany poezją Johna Ashbery’ego.

## Ważniejsze kompozycje
(na podstawie materiałów źródłowych)

### Utwory orkiestrowe
- Graffiti (1964)
- Threshold  (1967)
- „...between...”  na orkiestrę kameralną i live electronics (1968)
- Only Now, and Again na 13 instrumentów dętych, fortepian i perkusję (1977)
- Fiery Wind (1978)
- Archipelago na orkiestrę kameralną i taśmę (1982–1983)
- Transfigured Wind II na flet, orkiestrę i taśmę (1984)
- The Dream of the Infinite Rooms na wiolonczelę, orkiestrę i taśmę (1986)
- 3 symfonie: Vertigo na orkiestrę i taśmę (1987), Myths (1990), The Stages of Life (1991–1992)
- Whispers Out of Time na smyczki (1988)
- Dreaming (1992)

### Utwory kameralne
- Situations na wiolonczelę i fortepian (1960)
- Continuum na altówkę i wiolonczelę (1960)
- Consequent na flet altowy, skrzypce, fagot i fortepian  (1961)
- Wedge na zespół kameralny (1961)
- Mosaic na flet i fortepian (1961)
- II Kwartet smyczkowy (1961)
- Quick Are the Mouths of Earth na zespół kameralny (1964–1965)
- Gathering na kwintet dęty drewniany (1965)
- Ambages na flet (1965)
- Ping na fortepian, flet, perkusję, przeźrocza, film, live electronics i taśmę (1968)
- Traces na fortepian, flet, wiolonczelę, taśmę i live electronics (1968)
- „...from behind the unreasoning  mask” na puzon, perkusję i taśmę (1975)
- The Promises of Darkness na zespół kameralny (1975)
- Less Than Two na 2 fortepiany, 2 perkusje i taśmę (1977–1979)
- Shadowed Narrative na kwartet smyczkowy (1977–1982)
- „...the serpent-snapping eye” na trąbkę, perkusję, fortepian i taśmę (1978)
- Transfigured Wind I na flet (1983)
- Aether na skrzypce i fortepian (1983)
- Transfigured Wind III na flet, zespół kameralny i taśmę (1984)
- Mistral na 6 instrumentów dętych blaszanych, 6 instrumentów smyczkowych i klawesyn amplifikowany (1984)
- Summer Island (Islands from Archipelago I) na obój i taśmę (1984)
- Transfigured Wind IV na flet i taśmę (1985)
- Coconino... a shattered landscape na kwartet smyczkowy (1985)
- The Behavior of Mirrors na gitarę (1986)
- Autumn Island (Islands from Archipelago II) na marimbę (1986)
- Focus a beam, emptied of thinking, outward... na wiolonczelę (1989)
- Personae na skrzypce, zespół kameralny i dźwięk generowany komputerowo (1990)
- Dionysus na 8 instrumentów (1990)
- Visions na kwartet smyczkowy (1992)
- Kokoro na skrzypce (1992)
- Ariadne’s Thread na kwartet smyczkowy i dźwięk generowany komputerowo (1994)

### Utwory fortepianowe
- Fantasy (1965)
- Variation (1988)

### Utwory wokalno-instrumentalne
- Sky na sopran, flet altowy, fagot i harfę (1961)
- A Portrait of Vanzetti na narratora, instrumenty i taśmę (1963)
- Masks na chór i orkiestrę (1965)
- Blind Men na chór, instrumenty dęte blaszane, fortepian i perkusję (1966)
- Again na 2 soprany, 2 flety, 2 kontrabasy, 2 puzony, 2 perkusje, taśmę i amplifikację (1970)
- Compass na tenora, bas, wiolonczelę, kontrabas, slajdy i taśmę (1972–1973)
- The Palace (VOICESPACE IV) na bas-baryton, taśmę i inscenizację (1978–1980)
- Sketchbook (for „The Unbearable Lightness of Being”) na alt, fortepian i środki elektroniczne (1985)
- Not Only Night na sopran, flet piccolo, klarnet, skrzypce, wiolonczelę, fortepian i taśmę (1988)
- Odyssey na sopran, bas-baryton, 16 instrumentów, dźwięk przetwarzany komputerowo i światła (1989–1993)
- last things, I think, to think about na bas-baryton, fortepian i dźwięk przetwarzany komputerowo (1994)

### Utwory elektroakustyczne
- Still (VOICESPACE I) (1975)
- Eclipse (VOICESPACE III) (1979–1980)
- Vertigo (1985)
- The Vanity of Words (VOICESPACE V) (1986)
- Versions/Stages I–IV (1988–1991)
- Versions/Stages V (1991)

### Utwory sceniczne
- The Emperor of Ice Cream na 8 głosów, fortepian, kontrabas i perkusję (1962, wersja koncertowa Nowy Jork 1965, wersja sceniczna Rzym 1965, zrewid. 1974)
- I/O na 9 głosów żeńskich, 9 mimów męskich, 2 flety, klarnet, projektory i live electronics (1970, wyst. Pasadena 1971)
- A Merciful Coincidence (VOICESPACE II) (wyst. Bourges 1976)
- The Tempest, muzyka do sztuki Szekspira na dźwięki elektroakustyczne, głosy i instrumenty (wyst. Lennox 1980)
- Ivanov, muzyka do sztuki Czechowa na dźwięk przetwarzany komputerowo (1991, wyst. Mito 1992)